# 11×60mmR
O 11×60mm Mauser (também conhecido como 11×60mm R ou .43 Mauser ou simplesmente 11mm Mauser) foi um cartucho de fogo central metálico que utiliza pólvora negra, desenvolvido para o fuzil Mauser Model 1871 e usado posteriormente na variante 71/84. Ele não está mais em produção, no entanto, está disponível em fabricantes especializados e a recarga manual pode ser feita para reaproveitar a munição usada.
O 11mm Mauser foi primeiro cartucho metálico da Prússia e não deve ser confundido com o cartucho conhecido como 11×60mmR Murata.

## Desenvolvimento
O cartucho 11×60mm R foi desenvolvido nos anos de 1868 a 1871 para compensar a vantagem de armamento que a França ganhou com o fuzil Chassepot. Já em 1867, a Prússia começou a considerar a substituição do fuzil Dreyse por outra arma de carregamento pela culatra com cartuchos de fogo central. Cartuchos de metal com ignição central já eram comuns nos EUA e o fuzil Werder da Baviera também usava esse tipo de munição.

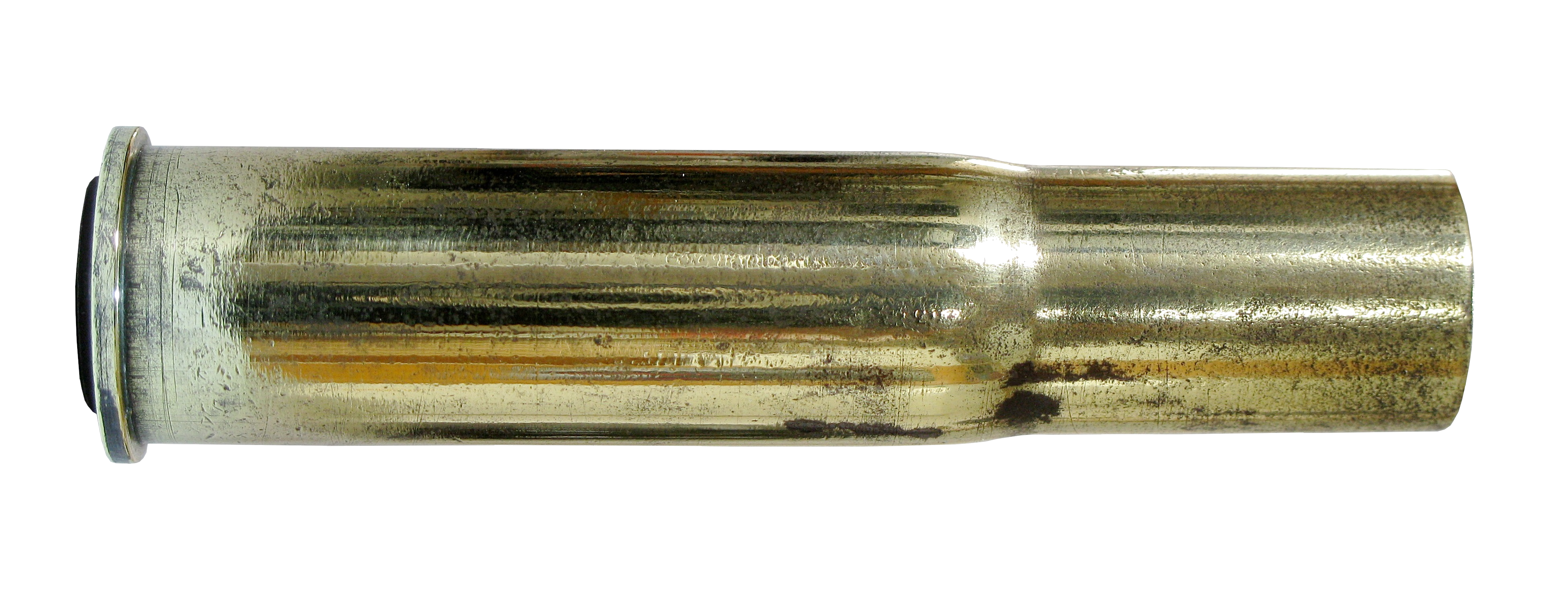
Estojo de um cartucho 11×60mm Mauser.

A "comissão de fuzil" ("gewehrkommission") prussiana definiu o calibre do novo rifle para 11 mm em 7 de novembro de 1871.

O cartucho é baseado no cartucho do fuzil Werder no calibre 11×50mm R. É um cartucho com aro e um "pescoço" em forma de "garrafa" feito de latão carregado com pólvora negra e uma bala de chumbo macio.

## Variantes

### M/71
A bala do cartucho original M71 tinha uma ponta arredondada.

### M71/84
A bala dessa variante tinha uma ponta achatada para evitar um acionamento não intencional do cartucho subsequente no carregador tubular do fuzil de repetição M71/84.

## Dimensões

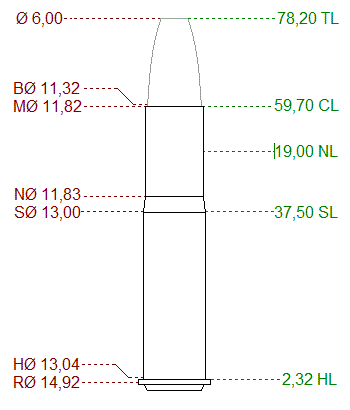